# Josef Liszt
Josef Liszt (auch: Joe Liszt; * 27. Juni 1902 in Prag; † 14. Mai 1974 in Graz) war ein  österreichischer Volksschauspieler, Bassbariton und Hörspielautor.

## Leben
Nach seiner Ausbildung zum Schauspieler bei Max Reinhardt, wanderte er 1925 nach Lateinamerika aus, wo er die ersten fünf Jahre mit einem eigenen Zirkus unterwegs war. Als Entertainer, Schauspieler und Basso Buffo hatte er später in österreichischen und deutschen Siedlungskolonien große Erfolge.
1940 kehrte er nach Tschechien zurück und lernte dort die Schauspielerin Grete Bittner kennen. 1941 kam die gemeinsame Tochter Gisela (Gisela Matzer) in Wien zur Welt. Nach dem Zweiten Weltkrieg lebte er zunächst in Linz. 1958 zog er nach Graz und arbeitete dort am Schauspielhaus.
Josef Liszt begann Mitte der 1950er Jahre deutsche Klassiker, Roman- und Abenteuerautoren in Blindenschrift zu übertragen. Er schrieb unermüdlich an Hörspieltexten für den Österreichischen Rundfunk.
Seine letzten großen Auftritte hatte er 1972 gemeinsam mit Grete Bittner in dem Theaterstück „Arsen und Spitzenhäubchen“ von Joseph Kesselring am Stadttheater Klagenfurt.
Josef Liszt war ein Großneffe des Musikers Franz Liszt und starb 1974 in Graz. Seine Asche ruht auf dem Klagenfurter Friedhof Sankt Ruprecht.